# 康格埃耶纳卢尔
康格埃耶纳卢尔（Kangeyanallur），是印度泰米尔纳德邦Vellore县的一个城镇。总人口12672（2001年）。

## 人口
该地2001年总人口12672人，其中男性6283人，女性6389人；0—6岁人口1207人，其中男615人，女592人；识字率79.11%，其中男性为84.99%，女性为73.33%。